# سیلتاساری
سیلتاساری (انگلیسی: Siltasaari)، (سوئدی: Broholmen) یک محله مرکزی در هلسینکی، فنلاند است. بیشتر مساحت آن به‌طور غیررسمی به نام هاکانیمی نیز شناخته می‌شود.